# Victimae paschali laudes
Victimae paschali laudes (Ofiarujmy chwałę w wierze, Niech w święto radosne, Hostię Świętą Paschy dziwnej, Sekwencja Wielkanocna) – łacińska sekwencja będąca częścią rzymskokatolickiej i mariawickiej mszy, przypisana na niedzielę Zmartwychwstania Pańskiego, dozwolona w czasie oktawy wielkanocnej. Poprzedza w liturgii śpiew Alleluja. Nazwa pochodzi od pierwszych słów sekwencji.

## Historia
Zazwyczaj jej autorstwo przypisuje się Wiponowi z Burgundii, XI-wiecznemu poecie i kapelanowi cesarza rzymskiego Konrada II, czasem również szwajcarskiemu kompozytorowi Notkerowi Jąkale, królowi francuskiemu Robertowi II Pobożnemu, bądź francuskiemu poecie i kompozytorowi Adamowi z St. Victor. Wspominana w tekście Maria to postać Marii Magdaleny.
Victimae paschali laudes jest (obok Veni Sancte Spiritus, Lauda Sion Salvatorem i Dies irae) jedną z czterech średniowiecznych sekwencji zachowanych w Missale Romanum, opublikowanym w 1570 roku na podstawie uchwał Soboru Trydenckiego. Przed Soborem Trydenckim było wiele innych sekwencji.
Pieśń ta jest jedną z kilku sekwencji zachowanych w liturgii katolickiej do czasów współczesnych. Jej tekst śpiewany był do muzyki wielu kompozytorów renesansowych i barokowych, w tym: Antoine’a Busnois, Josquina des Prés, Orlando di Lasso, Adriana Willaerta, Giovanniego Pierluigiego da Palestriny, Williama Byrda. Luterańskie hymny wywodzące się z Victimae paschali laudes zawiera Christ ist erstanden oraz kantata Johanna Sebastiana Bacha Christ lag in Todesbanden. Zwrotka zaczynająca się od słów Credendum est ze względu na pejoratywny stosunek do Żydów została usunięta przez Sobór Trydencki i nie dodano jej do mszału w 1570 roku. W Polsce do 1966 roku sekwencja wykonywana była po łacinie. Po drugim soborze watykańskim oraz w 1000. rocznicę Chrztu Polski po raz pierwszy zaśpiewano ją w języku polskim.
W Kościołach mariawickich wykonywana przez całą oktawę wielkanocną, po Alleluja, a przed Ewangelią, najczęściej w formie recytowanej.

## Tekst

### Teksty dotyczące oryginalnej melodii
| Tekst łaciński (tekst pierwotny) | Tekst łaciński (tekst współczesny) | Tekst polski (tłumaczenie z 1599 r.) |
| --- | --- | --- |
| Víctimæ pascháli laudes ímmolent Christiáni Agnus redémit oves: Christus ínnocens Patri reconciliávit peccatóres. Mors et vita duéllo conflixére mirándo: dux vitæ mórtuus regnat vivus. Dic nobis María, quid vidísti in via? Sepúlcrum Christi vivéntis: et glóriam vidi resurgéntis. Angélicos testes, sudárium et vestes. Surréxit Christus spes mea: præcédet suos in Galilæam. [Credendum est magis soli Mariæ veraci quam Iudæorum turbæ fallaci.] Scimus Christum surrexísse a mórtuis vere: tu nobis, victor Rex, miserére. Amen. Allelúia. | Victimae paschali laudes immolent Christiani. Agnus redemit oves: Christus innocens Patri reconciliavit peccatores. Mors et vita duello conflixere mirando: dux vitae mortuus regnat vivus. Dic nobis Maria, quid vidisti in via? Sepulcrum Christi viventis: et gloriam vidi resurgentis. Angelicos testes, sudarium, et vestes. Surrexit Christus spes mea: praecedet suos in Galilaeam. [Credendum est magis soli Mariae veraci quam Judaeorum turbae fallaci.] Scimus Christum surrexisse a mortuis vere: tu nobis, victor Rex, miserere. Amen. Alleluia. | Ofiarujmy chwałę w wierze, Wielkonocnej ofierze. Baranek owce zbawił, Chrystus nam pokój sprawił z Ojcem naszym Panem, rozgniewanym. Śmierc i żywot przeciwną bitwę zwiedli, a dziwną. Żywot acz prawdziwie zabit, żywie. Marya powiedz nam, Coś widziała, żywli Pan? Widziałam grób już żywego, Patrzałam na chwalebną twarz Jego. Widziałam widzenie, Aniołów i odzienie. Powstał Pan kochanie moje, Uprzedzi do Galilei swoje. [Słuszniej wierzyć Maryi świętej białejgłowie, niż temu co plotą fałszywi Żydowie.] Wierzym, że Chrystus powstał od umarłych żywy Zwycięzco królu bądź miłościwy. Alleluja. |

### Tłumaczenia polskie (starsze)
| Tekst polski (przerobiona wersja z 1599 r.) | Tekst polski (tłumaczenie z 1845 r.) |
| --- | --- |
| Ofiarujmy chwałę w wierze, Przy Wielkanocnéj ofierze; Gdy Baranek owce zbawił, Chrystus grzesznym pokój sprawił. Alleluja. Z Bogiem Ojcem naszym Panem, Srodze na nas zagniewanym, Pogodził nas śmiercią srogą, Za nas lejąc krew swą drogą. Alleluja. Śmierć i żywot zbyt przeciwną, Bitwę zwiedli bardzo dziwną; Żywot choć umarł prawdziwie, Zabity wszelako żywie. Alleluja. Maryja racz powiedzieć nam , Coś widziała? czy żyje Pan? Widziałam grób już żywego, Patrzałam i na twarz Jego. Alleluja. Widziałam Pana mojego, W chwale Swéj zmartwychwstałego; Widziałam dziwne widzenie: Aniołów, potnik, odzienie. Alleluja. Powstał Pan kochanie moje, Ujrzy w Galilei swoje; Wierzmyż świętéj białogłowie, Bardziéj niż złych żydów mowie. Alleluja. Jezu Królu wiecznéj chwały, I zwyciężco okazały; Wierzym żeś wstał z martwych żywy, Chryste bądź nam miłościwy. Alleluja. | Ofiarujmy chwałę w wierze, Przy wielkanocnej ofierze; Gdy Baranek owce zbawił, Chrystus grzesznym pokój sprawił. — Alleluja. Z Bogiem Ojcem, naszym Panem, Srodze na nas rozgniewanym, Pogodził nas śmiercią srogą, Za nas lejąc Krew swą drogą. — Alleluja. Śmierć i żywot zbyt przeciwną, Bitwę zwiedli bardzo dziwną, Żywot choć umarł prawdziwie, Zabity wszelako żywie. — Alleluja. Marya racz powiedzieć nam, Coś widziała ? czy żyje Pan ? Widziałam grób już żywego, Patrzałam i na twarz Jego. — Alleluja. Widziałam Pana mojego, W chwale swej zmartwychwstałego, Widziałam dziwne widzenie, Aniołów, potnik, odzienie. — Alleluja. Powstał Pan, kochanie moje ! Ujrzy w Galileji swoje ; Wierzmyż świętej Białogłowie Bardziej niż złych żydów mowie. — Alleluja. Jezu, Królu wiecznej chwały I Zwycięzco okazały ! Wierzym, żeś wstał zmartwych żywy, Chryste! bądź nam miłościwy. — Alleluja. |

### Tłumaczenia polskie (nowsze)
| Tekst polski (tekst współczesny) | Tekst polski (przerobiona wersja tekstu współczesnego) |
| --- | --- |
| Niech w święto radosne Paschalnej Ofiary składają jej wierni uwielbień swych dary. Odkupił swe owce Baranek bez skazy, pojednał nas z Ojcem i zmył grzechów zmazy. Śmierć zwarła się z życiem i w boju, o dziwy, choć poległ Wódz życia, króluje dziś żywy. Maryjo, ty powiedz, coś w drodze widziała? jam Zmartwychwstałego blask chwały ujrzała. Żywego już Pana widziałam grób pusty i świadków anielskich i odzież, i chusty. Zmartwychwstał już Chrystus, Pan mój i nadzieja, a miejscem spotkania będzie Galilea. [Słuszniej wierzyć Marii, świętej, białej głowie, niż temu co plotą fałszywi Żydowie.] Wiemy, żeś zmartwychwstał, że ten cud prawdziwy, o Królu Zwycięzco, bądź nam miłościwy! | Niech w radosne święto Paschalnej Ofiary, Wierni jej składają swych uwielbień dary. Owce swe odkupił Baranek bez skazy, Z Ojcem nas pojednał, obmył z grzechów zmazy. Śmierć się zwarła z życiem w boju nad podziwy! Choć Wódz życia poległ, dziś króluje żywy. Powiedz nam, Maryjo, coś w drodze widziała? Jam Zmartwychwstałego blask chwały ujrzała. Pana już żywego grób widziałam pusty I anielskich świadków, i złożone chusty. Już zmartwychwstał Chrystus, Pan mój i nadzieja, A miejscem spotkania będzie Galileja. Wiemy, żeś zmartwychwstał, że ten cud prawdziwy, O Królu Zwycięzco, bądź nam miłościwy! |

## Nagrania
- żeńskie, jednogłosowe wykonanie sekwencji (po łacinie)
- męskie wykonanie sekwencji (po łacinie)